# 佩奇公園 (佛羅里達州)
佩奇公園（英語：Page Park）是位於美國佛羅里達州李縣的一個人口普查指定地區。

## 地理
佩奇公園的座標為26°34′41″N 81°51′40″W / 26.57806°N 81.86111°W，而該地最高點為海拔高度4米（即13英尺）。

## 人口
根據2010年美國人口普查的數據，佩奇公園的面積為0.70平方千米，當中陸地面積為0.70平方千米，而水域面積為0.00平方千米。當地共有人口524人，而人口密度為每平方千米748人。